# Koháry György
csábrághi és szitnyai gróf Koháry György (1688. április 13. – Pétervárad 1716.) katona.

## Élete
Koháry Farkas gróf és Maria Luisa von Rechberg bárónő első fiúgyermeke. 20 évesen, 1708-ban, belépett a császári hadseregbe. 1711-ben a gróf Starhemberg-féle ezredben már kapitányi rangban állt. Ezredével előbb Spanyolországban, majd Olaszországban harcolt. 1716-ban részt vett a törökök elleni hadjáratban, mely alkalommal a péterváradi csatában (augusztus 5.) súlyosan megsebesült, 16 sebet kapott, és mindkét kezét elvesztette. Sérüléseibe belehalt. 28 évet élt, és ez alatt nem nősült meg, gyermekei sem születtek.